# Schloßberg 17 (Quedlinburg)

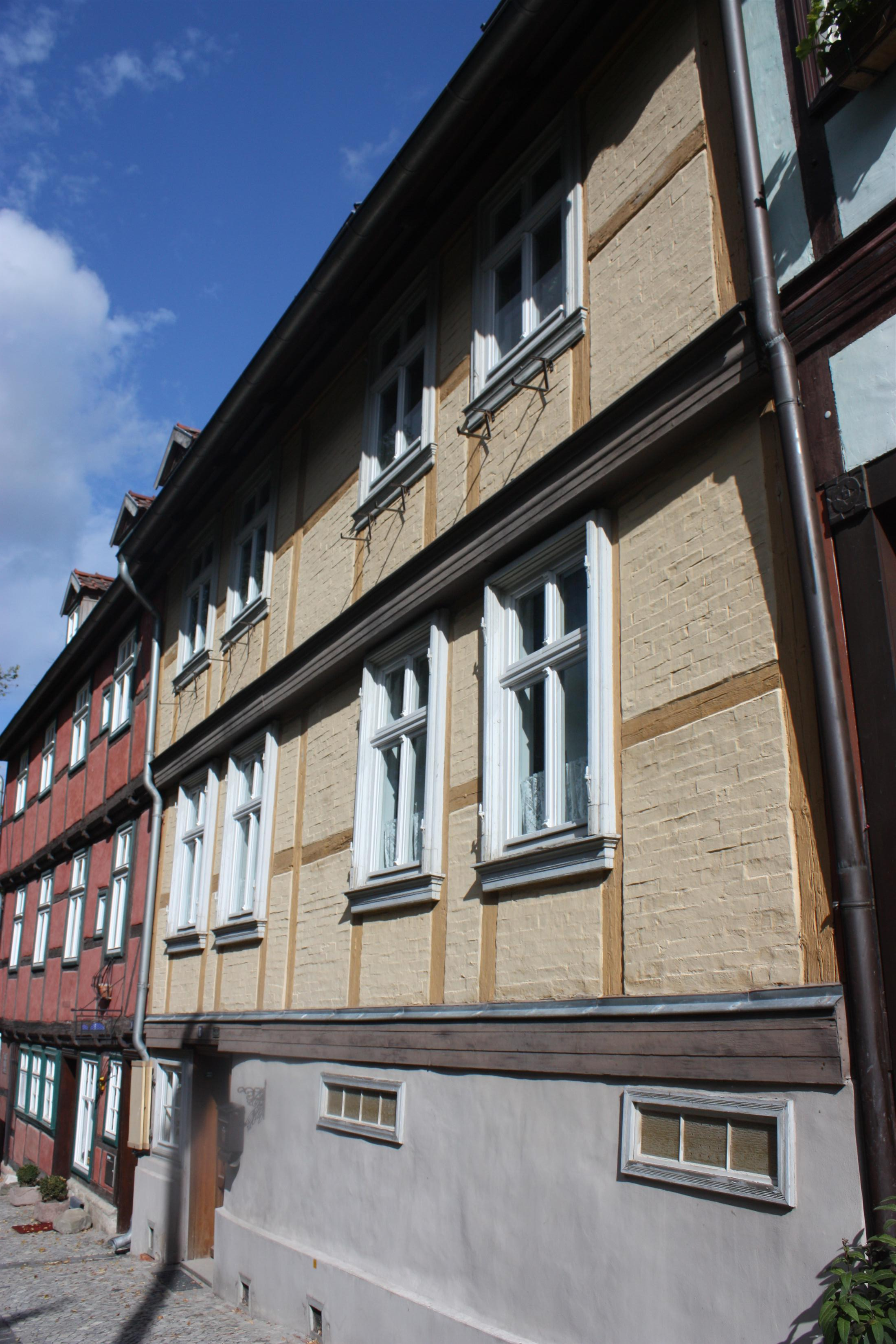
Haus Schlossberg 17

Das Haus Schloßberg 17  ist ein denkmalgeschütztes Gebäude in der Stadt Quedlinburg in Sachsen-Anhalt.

## Lage
Es befindet sich am Schlossberg, südlich der Quedlinburger Altstadt im Stadtteil Westendorf und gehört zum UNESCO-Weltkulturerbe. Unmittelbar westlich grenzt das gleichfalls denkmalgeschützte Haus Schloßberg 16, östlich das Haus Schloßberg 18 an. Im Quedlinburger Denkmalverzeichnis ist das Gebäude als Wohnhaus eingetragen.

## Architektur und Geschichte
Das zweigeschossige Fachwerkhaus entstand in der Zeit um 1740. Bei der Bauausführung wurden die Bauhöhen des benachbarten Gebäudes Schloßberg 16 aufgenommen, so dass die Höhe der Traufe und der Stockwerke identisch ist. Die Fachwerkfassade des Hauses ist schlicht gestaltet.